# Emma O'Croinin
Emma O'Croinin (22 de mayo de 2003) es una deportista canadiense que compite en natación, especialista en el estilo libre. Ganó una medalla de bronce en el Campeonato Mundial de Natación de 2019, en la prueba de 4 × 200 m libre.

## Trayectoria
En categoría júnior, ganó una medalla de bronce en el Campeponato Pan-Pacífico de 2018 (1500 m libre) y tres medallas en el Campeonato Mundial Junior de Natación de 2019, plata en 400 m libre y bronce en 200 m libre y 4 × 200 m libre. Ya en categoría absoluta, participó en el Mundial de 2019, formando parte del relevo 4 × 200 m libre que ganó la medalla de bronce.
Pertenece al equipo de la Universidad de Columbia Británica, donde estudia Kinesiología.

## Palmarés internacional
| Campeonato Mundial | Campeonato Mundial      | Campeonato Mundial | Campeonato Mundial |
| Año                | Lugar                   | Medalla            | Prueba             |
| ------------------ | ----------------------- | ------------------ | ------------------ |
| 2019               | Gwangju (Corea del Sur) | Medalla de bronce  | 4 × 200 m libre    |

1. ↑  Compitió en la serie preliminar.